# Асказансорська викопна фауна
Асказансорська викопна фауна — олігоценове захоронення у Казахстані, розташоване в південно-західній частині пустелі Бетпак-Дала біля солончака Асказансор. Відкрита в 1929 році геологом Д. І. Яковлєвим. Розкопки проводила комплексна експедиція Середньоазіатського університету під керівництвом В. О. Селєвіна, співробітники Палеонтологічного інституту АН СРСР (1936) і Інституту зоології АН Казахської РСР(1956—1958 і 1981).
У результаті цих розкопок виявлено викопні рештки древніх тварин, що мешкали на початку неогенового періоду (близько 20 млн років до наших днів): халікотеріїв, непарнокопитних, парнокопитних, прісноводної черепахи та інших.